# بک هیون جو
بک هیون جو (کره‌ای: 백현주؛ زادهٔ ۲۲ مه ۱۹۷۰) بازیگر اهل کره جنوبی است. او فارغ‌التحصیل دانشگاه سوگانگ، دپارتمان جامعه‌شناسی است. او حرفهٔ بازیگری خود را در سال ۲۰۰۶ آغاز کرد و از آن زمان در تئاترها، فیلم‌ها و مجموعه‌های تلویزیونی حضور پیدا کرده‌است. او به خاطر ایفای نقش در پادشاه: سلطنت ابدی (۲۰۲۰)، سلام منم (۲۰۲۱) و احساس پادشاه (۲۰۲۱) شناخته می‌شود.

## فیلم‌شناسی

### مجموعه تلویزیونی
| سال  | عنوان                        | نقش             | توضیحات         | منابع  |
| ---- | ---------------------------- | --------------- | --------------- | ------ |
| ۲۰۱۵ | سونگ‌گوت: سوراخ‌کن             | هان یونگ-شیل    |                 | [ ۴ ]  |
| ۲۰۱۶ | باران گل ذهن من              | اوه چون-شیم     |                 |        |
| ۲۰۱۸ | بیا بخوریم ۳                 |                 |                 | [ ۵ ]  |
| ۲۰۱۸ | داستان پری                   | مادر کیم گوم    |                 |        |
| ۲۰۱۸ | رسوایی گانگنام               | پارک ماک-ره     |                 |        |
| ۲۰۱۹ | زندگی مخفی منشی من           | مادر ورونیکا    |                 | [ ۶ ]  |
| ۲۰۱۹ | بازمانده برگزیده: ۶۰ روز     | مین هی-کیونگ    |                 |        |
| ۲۰۱۹ | وقتی کاملیا شکوفا می‌شود      | اوه جی-هیون     |                 | [ ۷ ]  |
| ۲۰۱۹ | خاطرات یک دادستان            | جانگ مان-اوک    |                 |        |
| ۲۰۲۰ | سلام خداحافظ مامان!          |                 |                 | [ ۸ ]  |
| ۲۰۲۰ | کسی نمی‌داند                  | ایم هی-جونگ     |                 | [ ۸ ]  |
| ۲۰۲۰ | پادشاه: سلطنت ابدی           | منشی مو         |                 | [ ۹ ]  |
| ۲۰۲۰ | درامای ویژه کی‌بی‌اس - «یک شب» | مادر دونگ-شیک   | فصل ۱۱, قسمت ۱۰ |        |
| ۲۰۲۱ | سلام منم                     | هان جی-سوک      |                 | [ ۱۰ ] |
| ۲۰۲۱ | خانه جن‌زده خود را بفروشید    | چانگ هوا-مو     |                 | [ ۱۱ ] |
| ۲۰۲۱ | تو بهار منی                  | اوه می-کیونگ    |                 | [ ۱۲ ] |
| ۲۰۲۱ | احساس پادشاه                 | بانوی دربار کیم |                 | [ ۱۳ ] |
| ۲۰۲۲ | کافه حقوق                    | خانم چوی        |                 | [ ۱۴ ] |